# ちくま (列車)
ちくまは、かつて大阪駅 - 長野駅間を、東海道本線・中央本線・篠ノ井線・信越本線を経由して運行していた準急・急行列車である。晩年は、夜行列車として運転されていた。
なお本項では、中央本線の塩尻駅 - 名古屋駅間（中央西線）で運転されていた夜行列車についての沿革についても記載する。

## 概要
1959年に準急列車として運転を開始したが、運賃面で有利な近畿地方と長野県を結ぶ夜行高速バスの増加など輸送情勢の変化に伴い、2003年10月1日のダイヤ改正以降は、行楽シーズンのみ運行される臨時列車に変更された。その後、2005年10月8日を最後に運転されていない。

### 列車名の由来
長野県松本を中心とする地方名「筑摩」が由来だが、ひらがな表記としたために同音の「千曲」が由来と誤解されることがある。

## 運行形態

### 停車駅
大阪駅 - 新大阪駅 - 京都駅 - 大津駅 - 米原駅 -  大垣駅 - 岐阜駅 - 名古屋駅 - （千種駅） - （多治見駅） - 木曽福島駅 - 塩尻駅 - 松本駅 - 聖高原駅 - 篠ノ井駅 - 長野駅
- 定期列車として最終時点の形態を示す。
- （　）は下りのみ停車。このほか、中津川駅に運転停車していた。

### 使用車両
- キハ57系気動車（1961年 - 1963年9月。「志賀」「丸池」「とがくし」との共通による広域運用。ただし、その後もまれに運用されることがあった）
- キハ58系気動車（1963年10月 - 1978年10月。キハ57系の各形式も編成に組み込まれることがあった）
- スハ43系など + 10系寝台車（臨時）
- 12系客車 + 20系客車1000・2000番台（1978年10月 - 1986年10月）
- 12系客車（3000番台）+ 14系寝台車（14形→15形）（1986年10月 - 1997年9月）

中央西線・篠ノ井線内の牽引機はJR貨物愛知機関区所属のEF64の0番台、東海道線内の牽引機はJR東日本田端機関区所属のEF65PFだった｡
- 165系電車（季節・臨時）
- 167系電車（季節・臨時）
- 383系電車（1997年10月1日 - 2003年9月30日[2]）
- 381系電車（臨時・2003年10月1日[2] - 2005年10月7日）
  - JR東海神領車両区所属の6両編成を使用。

## 中央西線夜行列車沿革
- 第二次世界大戦以前：803列車が名古屋（23時27分発）-長野間を運行。一時は二等寝台車が連結されていたが、1943年2月15日の戦力増強ダイヤ改正に伴い座席車に置き換えられている[4]。
- 1947年（昭和22年）6月21日：名古屋駅 - 長野駅間で夜行準急列車として、「きそ」が運転開始[5]。
- 1959年（昭和34年）12月13日：大阪駅 - 長野駅間で準急「ちくま」が運転開始。運転当初は、長野行きが夜行列車、大阪行きが昼行列車であった[6]。
- 1961年（昭和36年）10月1日：サンロクトオのダイヤ改正に伴い、以下のとおり変更する。
  1. 「ちくま」が急行列車になる[6]。車両も一般型客車から「志賀」「丸池」「とがくし」と共通運用を組むキハ57系気動車に変更。
  2. 大阪駅 - 日光駅間（長野駅・信越本線・両毛線経由）で団体専用列車「信越日光観光」が運転開始。
  3. 名古屋駅 - 長野駅間で夜行準急「おんたけ」、夜行急行「あずみ」が運転開始。「おんたけ」は季節列車扱い[7]。
- 1963年（昭和38年）2月 - 3月：「あずみ」が、長野駅経由で長野電鉄木島駅と湯田中駅まで乗り入れを実施する。
- 1966年（昭和41年）
  - 3月5日：準急列車制度の見直しにより「おんたけ」が急行列車になる[7]。
  - 3月29日：ダイヤ改正に伴い、「ちくま」は大阪駅 - 長野駅間で夜行列車と昼行列車の各1往復ずつの運行となる[7]。
  - 7月：大糸線直通の臨時急行列車「くろよん」が、大阪駅 - 松本駅間で併結運転を実施。大阪発は夜行、大阪行きは昼行で運行される。
  - 10月1日：ダイヤ改正により、団体専用列車であった「信州日光観光」のうち、大阪駅 - 長野駅間を分離し、「彩雲」（さいうん）の名称が与えられる。この列車も、長野行きが夜行列車、大阪行きが昼行列車という変則的な運行ダイヤであった[8]。
- 1967年（昭和42年）7月15日：名古屋駅 - 新島々駅間（松本電気鉄道（現アルピコ交通）上高地線経由）で臨時急行列車「こまくさ」の運行を開始[9]。
- 1968年（昭和43年）10月1日：ヨンサントオのダイヤ改正に伴い、以下のとおり変更。
  1. 「彩雲」が「ちくま」に統合され、季節列車を含めて、「ちくま」は夜行列車1.5往復と昼行列車1.5往復となる[7]。
  2. 「おんたけ」が廃止[7]。
  3. 「あずみ」が「きそ」に統合される[7]。
- 1970年（昭和45年）：篠ノ井線無煙化のお別れ列車に急行「ちくま2号」が選ばれる。
- 1971年（昭和46年）：「ちくま」の昼行列車1往復が特急「しなの」になる。「ちくま」は季節列車2往復も含め、夜行列車2.5往復と昼行列車0.5往復になる。
- 1972年（昭和47年）：「ちくま」の定期夜行列車が気動車化。「くろよん」も気動車化され、大阪発のみの運転になる。
- 1973年（昭和48年）：「こまくさ」を廃止。
- 1978年（昭和53年）10月2日：「ちくま」の定期夜行列車を20系寝台車および12系座席車による客車列車化。季節列車「ちくま」の1往復は167系電車での運転に変更、同じく電車化した「くろよん」を併結する形態とし、ともに大阪発夜行・大阪行昼行の運転とする。さらにもう1往復の季節夜行列車は12系客車とした[10]。
- 1982年（昭和57年）11月15日：季節列車の客車1往復を臨時列車化。
- 1984年（昭和59年）2月1日：定期列車の大阪 - 名古屋間の機関車を宮原機関区のEF58からEF65に変更[11]。
- 1985年（昭和60年）3月14日：「きそ」を廃止。定期「ちくま」の大阪 - 名古屋間の時間帯が変更され、名古屋駅での客扱い停車を実施。同区間の機関車は新鶴見機関区の担当となった[12]。
- 1986年（昭和61年）11月1日：「ちくま」の定期夜行列車の寝台車を14系に変更[13]。EF65は田端運転所の担当に変更された[14]。「くろよん」併結の季節列車の「ちくま」が臨時列車化。
- 1987年（昭和62年）4月1日：国鉄分割民営化に伴い、客車は西日本旅客鉄道（JR西日本）が、機関車は東日本旅客鉄道（JR東日本）・日本貨物鉄道（JR貨物）の担当に変更。
- 1994年（平成6年）：「ちくま」の寝台車を14系15形に変更、B寝台が2段寝台化。
- 1996年（平成8年）3月：名古屋 - 長野間の機関車の運用を愛知機関区のEF64形から篠ノ井機関区のEF64形へ移管[15]。
- 1997年（平成9年）10月：「ちくま」の定期夜行列車にJR東海の383系電車（ワイドビュー電車）が投入され、エル特急「しなの」と共通使用となり、機関車運用の委託が解消された[16][17]。
- 2000年（平成12年）春・秋：「くろよん」はJR西日本日根野電車区（当時）所属の381系電車による臨時列車として運転され、臨時「ちくま」の併結が無くなる。[18][19]。列車自体は「ちくま」と別立てで運行。
- 2003年（平成15年）10月1日：ダイヤ改正により、「ちくま」の定期夜行列車が臨時列車に変更され[1]、381系電車で運転される[2][20]。
- 2005年（平成17年）：長野発は1月3日の列車、大阪発は10月7日の列車（いずれも始発駅基準）をもって、当該年度の運転が終了。
  - 2004 - 2005年冬の臨時列車では上下とも運行された[21]。2005年春以降は大阪発のみの運転となり、秋で運転が終了した[22][23][24]。

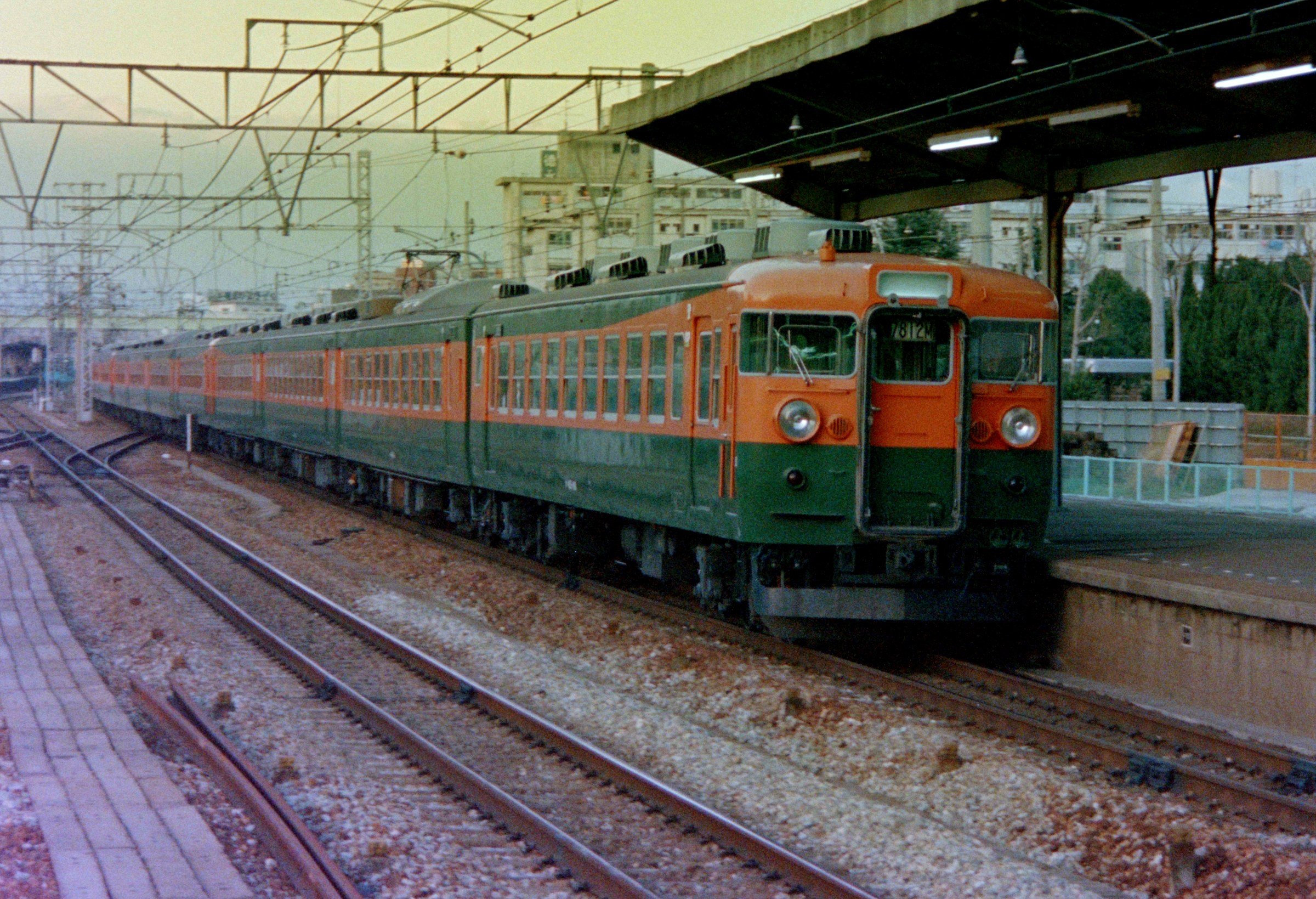
167系電車による季節急行「ちくま2号」「くろよん」 （1985年1月 新大阪駅）
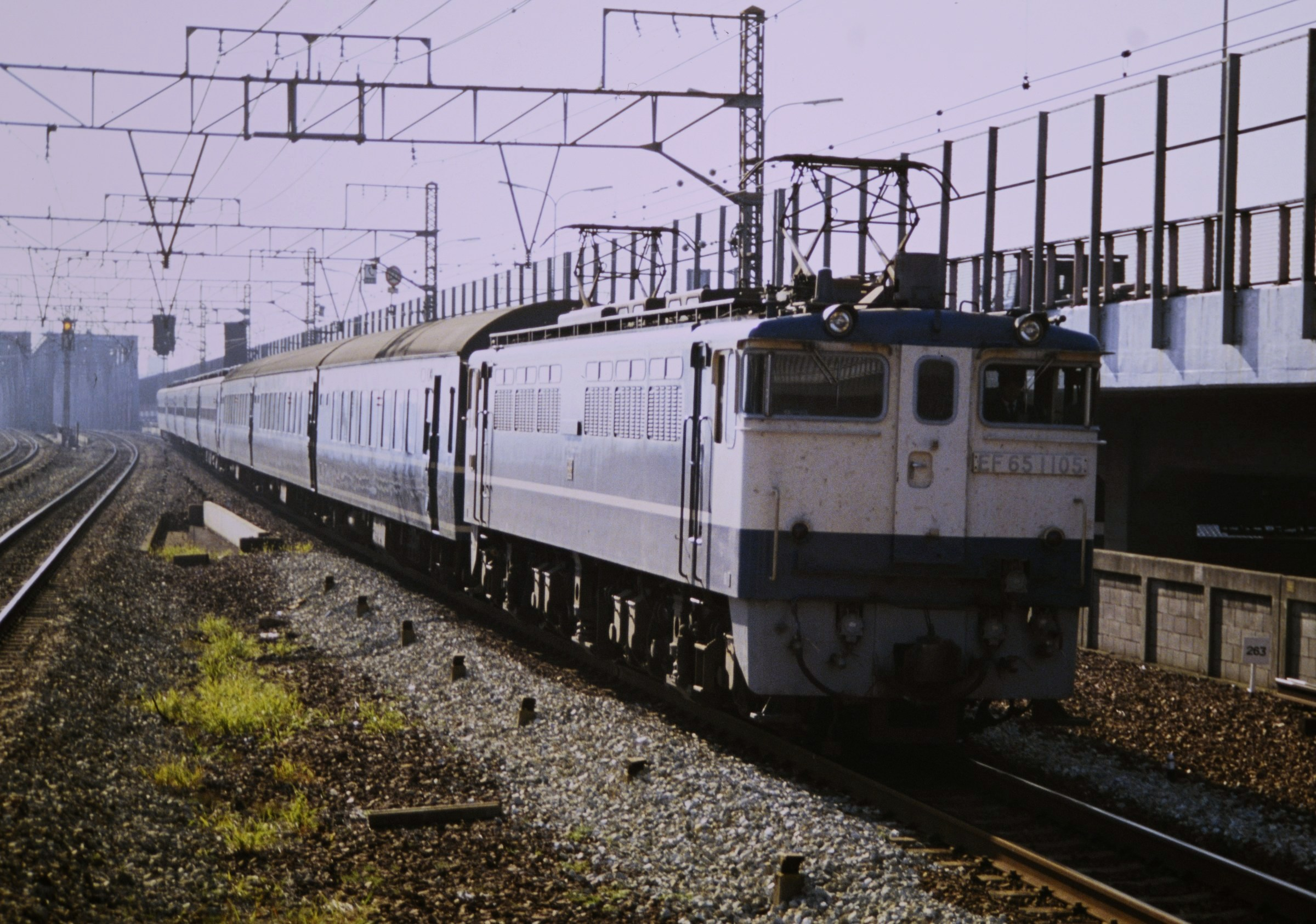
EF65牽引の20系・12系客車による急行「ちくま4号」（回送） （1986年10月 塚本駅）
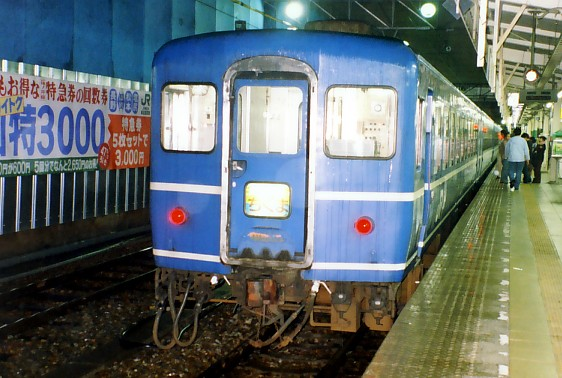
12系客車および14系15形寝台車による急行「ちくま」 （1996年9月 長野駅）
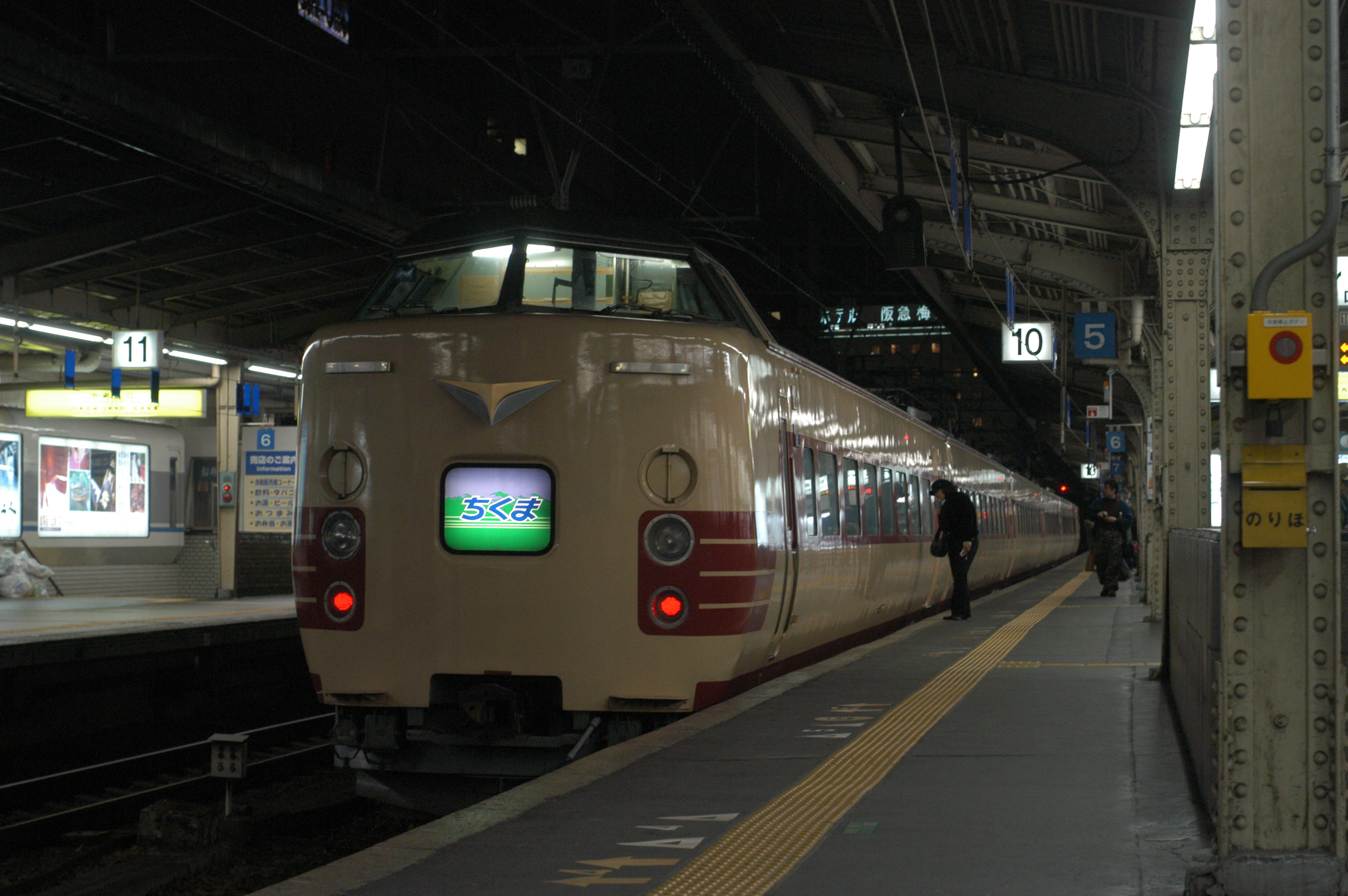
381系電車による臨時急行「ちくま」 （2003年11月 大阪駅）
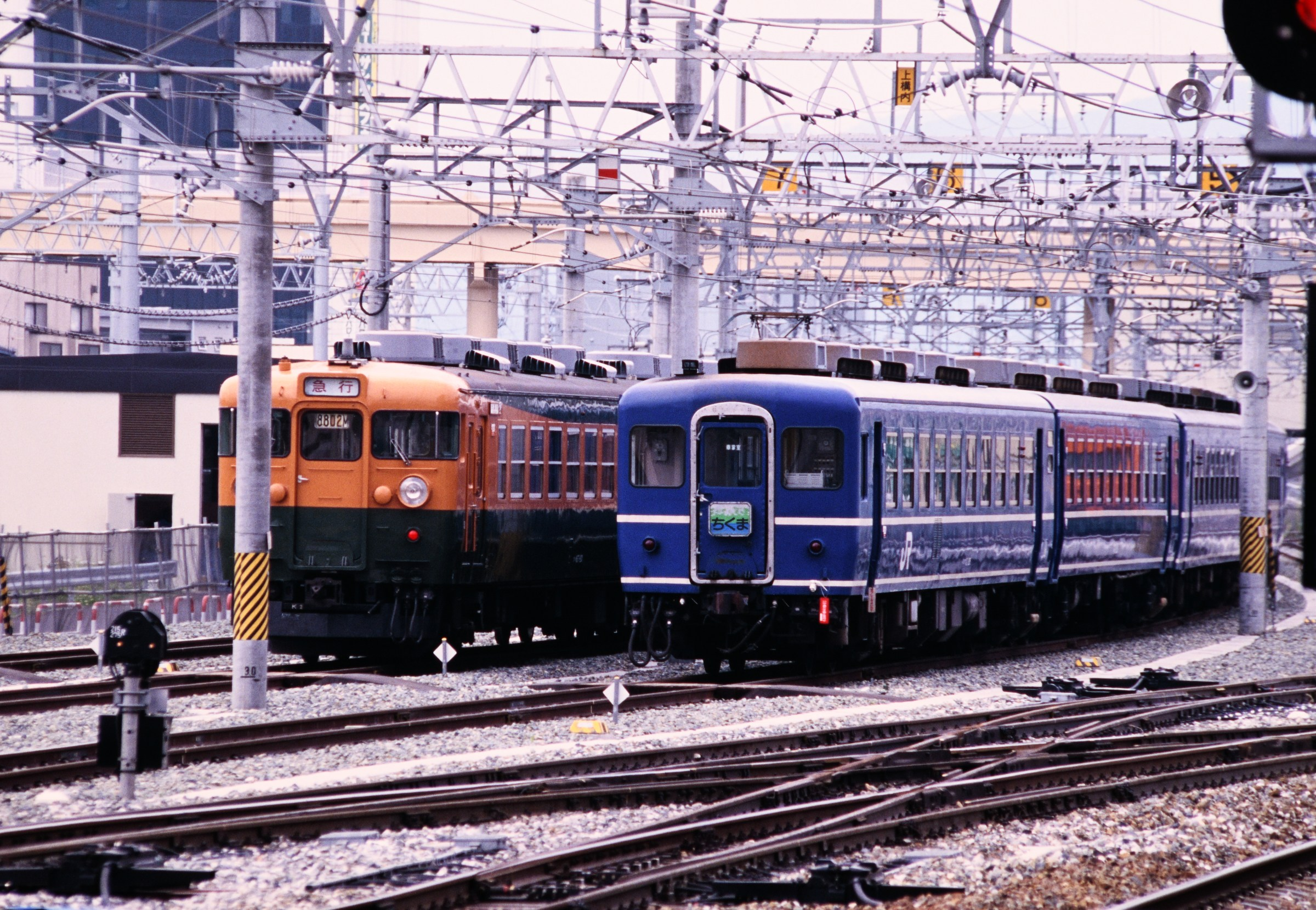
長野駅にて留置中の169系と12系（1998年8月）

### 列車名の由来
（五十音順）
- 「あずみ」：長野県にある景勝地安曇野にちなむ[7]。
- 「おんたけ」：長野県と岐阜県の県境にある山である木曽御嶽山にちなむ[7]。
- 「きそ」：この列車が通る地方名である長野県中信地方の木曽地域及びそこを流れる木曽川にちなむ[5]。
- 「彩雲」（さいうん）：太陽の近くを通りかかった雲が、緑や赤に彩られる現象である彩雲から。但し、夜行列車であったこともあり、列車愛称の項目にもあるとおり、夜行列車には天体名・天候名を使用することが慣例となっていることもある。
- 「しなの」：長野県の大部分の旧国名「信濃」から[25]。
- 「くろよん」：関西電力の「黒部ダム」、「黒部川第四発電所」の通称「黒四」から。

## 登場した作品
センチメンタルジャーニー
アニメ本編には登場しないが、放送終了後に発売されたVHS版およびLD版に特典であるアニメ本編のアフターストーリーを収録したドラマCDの第3話「七瀬優 ～星降る夜の天使～」 にて七瀬優が乗車している列車であることが語られる。